# Peabiru
Peabiru este un oraș în Paraná (PR), Brazilia.